# Un disco per l'estate 1973
La decima edizione di Un disco per l'estate iniziò lunedì 9 aprile 1973.

## Prima fase (dal 9 aprile)
Le canzoni in gara erano 54.
La lista definitiva dei brani in gara fu pronta solo a pochi giorni dall'inizio delle trasmissioni radiofoniche, tanto che il Radiocorriere pubblicò nel primo articolo di presentazione della rassegna una tabella provvisoria dei partecipanti, poi aggiornata con le ultime variazioni la settimana successiva.
Di seguito l'elenco definitivo dei partecipanti in ordine alfabetico.
- Al Bano - La canzone di Maria (Lauzi-Fabrizio)
- Alberto Anelli - Dimmi di no (Limiti-Anelli)
- Annagloria - Non è finito mai (Nobile/Ballista-Siani)
- Rosa Balistreri - Amuri luntanu (Profazio)
- Orietta Berti - La ballata del mondo (Panzeri-Pace/Pilat)
- Antonella Bottazzi - Un sorriso a metà (Bottazzi)
- Franco Califano - Ma che piagni a fà (Califano-C. e M. La Bionda/Califano)
- Camaleonti - Perché ti amo (Bigazzi/Savio)
- Ombretta Colli - La musica non cambia mai (Pace-Panzeri/Pilat/Conti)
- Tony Cucchiara - L'amore dove sta (Cucchiara-Cucchiara/Zauli/Rapallo)
- Ciro Dammicco - Un uomo nella vita (A. Salerno-Dammicco)
- Gianni Davoli - E se fosse vero (Longo-Davoli)
- Francesco De Gregori - Alice (De Gregori)
- Delia - Un'altra età (Lipari-Dammicco)
- Patrizia Desi - I fratelli (Testa-Sciorilli)
- Dik Dik - Storia di periferia (Daiano/Sbrigo-Zara)
- Dino - Parla chiaro Teresa (L. Rossi)
- Piero Focaccia - Girotondo (Focaccia)
- Jimmy Fontana - Made in Italy (Evangelisti-Sbriccoli)
- Franchi, Giorgetti e Talamo - In cinque mi han legato le mani (Dané/Franchi-Franchi/Giorgetti/Talamo)
- Rosanna Fratello - Nuvole bianche (Pieretti-P. Soffici)
- Gens - Cara amica mia (A. Salerno-Dattoli)
- Giovanna - Il fiume corre, l'acqua va (Gargiulo-Guarnieri/Ricchi)
- Gilda Giuliani - Tutto è facile (D'Andrea-A. Ferrari-Ricchi)
- La Grande Famiglia - Il frutto verde (Lucarelli/Luberti/Dossena-Lucarelli)
- Grimm - Amare mai, capire mai (M. La Bionda-Romano)
- Gruppo 2001 - Angelo mio (Salis)
- Alvaro Guglielmi - L'uomo del Sud (Piccolo-Guglielmi)
- J.E.T. - Gloria Gloria (Seymandi/Lubiak-Cassano/Cochis)
- Andrea Lo Vecchio - Trent'anni (Lo Vecchio)
- Angela Luce - La casa del diavolo (de Angelis)
- Pino Mauro - Ncatenato a tte (Giordano/Esposito-Alfieri)
- Miro - Tu mi regali l'estate (Riccieri-Brezza/Zauli)
- Ada Mori - Mare mare mare mare (De Sanctis-Romanelli)
- Nada - Brividi d'amore (Sacchi/I. Michetti-Paulin/I. Michetti)
- Gianni Nazzaro - Il primo sogno proibito (Mattone/Migliacci-Mattone)
- Nomadi - Un giorno insieme (Albertelli/Daiano-R. Soffici)
- I Nuovi Angeli - La povera gente (Pieretti-Nicorelli/Sanna)
- Gino Paoli - Un amore di seconda mano (Paoli/Raggi-Pallini)
- Renato Pareti - La mosca (Vecchioni-Pareti)
- Rita Pavone - L'amore è un poco matto (Baglioni-Coggio/Baglioni)
- Maurizio Piccoli - Sì, dimmi di sì (Piccoli)
- Piero e i Cottonfields - Oh, Nanà (Musso-Balducci)
- I Profeti - Io perché, io per chi (Mammoliti/Ciletti)
- Mino Reitano - Tre parole al vento (Limiti/Beretta-F. Reitano/M. Reitano)
- Ricchi e Poveri - Piccolo amore mio (Minellono-Gatti/Sotgiu/G.P. Reverberi)
- Marisa Sacchetto - La città (Bigazzi-Cavallaro)
- Il segno dello zodiaco - Sole rosso (Borra-Leoni/Borra)
- Silvana dei Circus 2000 - Bugie (Daiano-Daiano/Ronzullo)
- Franco Simone - Ancora lei (Simone)
- La Strana Società - Era ancora primavera (Nocera-Lipari)
- Mario Tessuto - Giovane amore (Tessuto-M. Salerno)
- I Vianella - Fijo mio (Califano-Minghi)
- Iva Zanicchi - I mulini della mente (Daiano-Ronzullo/Daiano)

## Fase eliminatoria (21-27 maggio)
La fase eliminatoria si svolge dal 21 al 27 maggio e seleziona le 26 canzoni finaliste. Al 54º ed ultimo posto si classifica Francesco De Gregori con Alice, un esito incredibile se considerato a posteriori.
- Classifica della fase eliminatoria (Passano alle serate finali i primi 26 cantanti)

1. Camaleonti - Perché ti amo - Voti: 349
2. Gianni Nazzaro - Il primo sogno proibito - Voti: 310
3. Nada - Brividi d'amore - Voti: 304
4. Mario Tessuto - Giovane amore - Voti: 277
5. Al Bano - La canzone di Maria - Voti: 266
6. Rosanna Fratello - Nuvole bianche - Voti: 265
7. Jimmy Fontana - Made in Italy - Voti: 264 a pari merito con
8. I Vianella - Fijo mio - Voti: 264
9. I Profeti - Io perché, io per chi - Voti: 257
10. Ricchi e Poveri - Piccolo amore mio - Voti: 251
11. La Grande Famiglia - Il frutto verde - Voti: 242
12. Dik Dik - Storia di periferia - Voti: 241
13. Alberto Anelli - Dimmi di no - Voti: 238
14. Mino Reitano - Tre parole al vento - Voti: 188

## Serate finali (14-16 giugno)
Le serate finali si svolgono a Saint Vincent dal 14 al 16 giugno. Come già era accaduto a Sanremo pochi mesi prima, la RAI trasmette in TV solo l'ultima serata, mentre le prime due vanno in onda soltanto alla radio. Il presentatore è Corrado, con la partecipazione di Isabella Biagini (la quale inscena con il conduttore romano una parodia de La corrida radiofonica) e, come ospiti, di Walter Chiari e Raffaella Carrà.
Al termine della prima serata, Iva Zanicchi abbandona Saint Vincent, ritirandosi così dalla gara, sostenendo che l'orchestra non si era sufficientemente preparata per accompagnarla nella sua esibizione.
Alla serata di sabato 16 giugno vengono ammesse 14 canzoni, suddivise in due gruppi. I primi due classificati di ogni gruppo partecipano alla successiva volata finale, che si conclude con la proclamazione dei vincitori.
I quattro superfinalisti sono Camaleonti, Gianni Nazzaro, Mino Reitano ed I Vianella.

## Classifica finale
- Camaleonti - Perché ti amo - Voti: 126
- Gianni Nazzaro - Il primo sogno proibito - Voti: 85
- Mino Reitano - Tre parole al vento - Voti: 46
- Vianella - Fijo mio - Voti: 43

## Vetrina di un disco per l'estate
Le 26 canzoni finaliste tornano alla radio dal 17 giugno ai primi giorni di settembre negli appositi spazi intitolati "Vetrina di un disco per l'estate".